# IC 4918
IC 4918 је лентикуларна галаксија у сазвјежђу Телескоп која се налази на листи објеката дубоког неба у Индекс каталогу.
Деклинација објекта је - 52° 16' 30" а ректасцензија 19h 59m 13,2s. Привидна величина (магнитуда) објекта IC 4918 износи 15,3 а фотографска магнитуда 16,1. IC 4918 је још познат и под ознакама ESO 233-16, PGC 63929.